# Pozo Norte

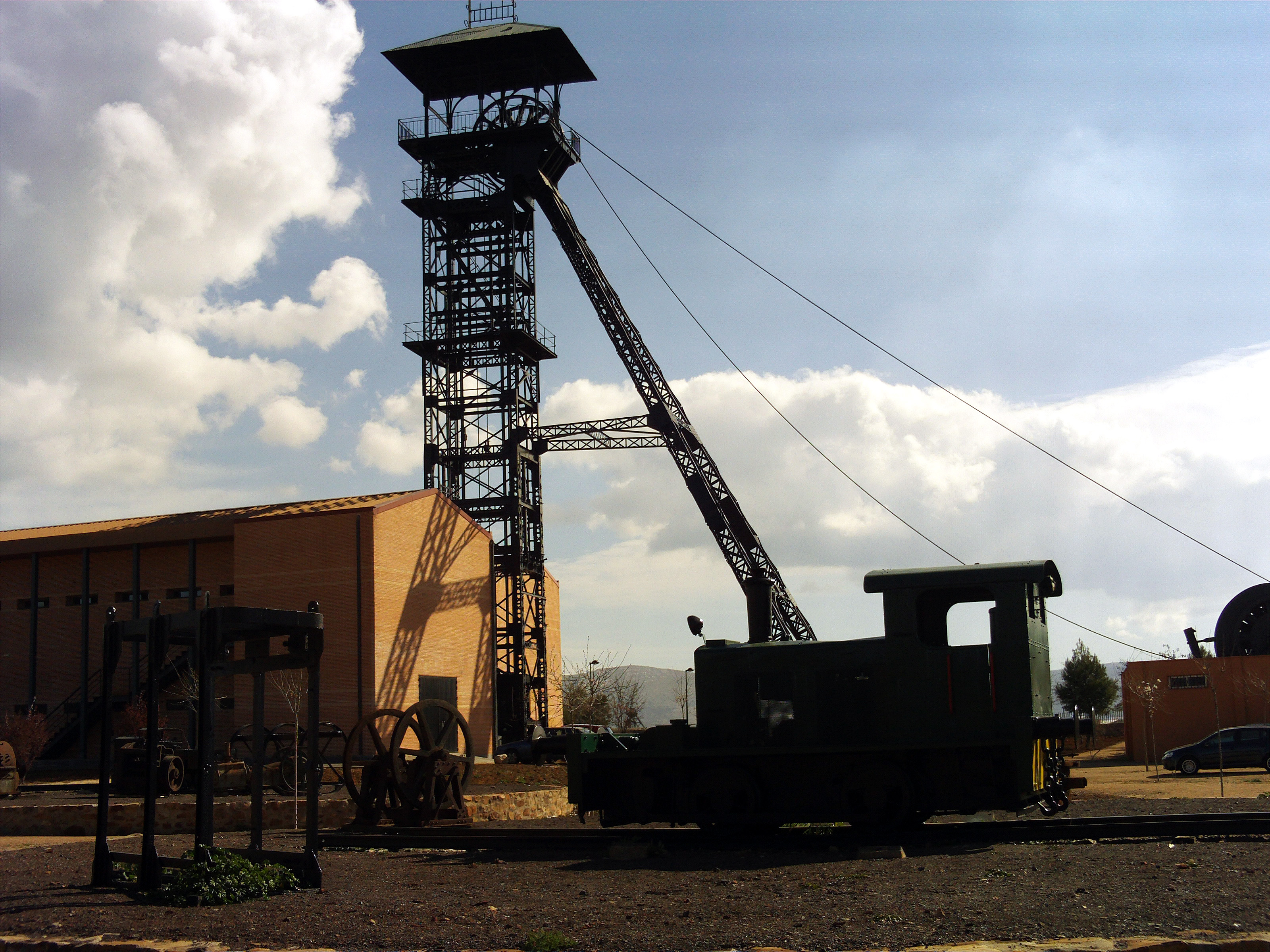
Antiguo castillete del Pozo Norte, dentro del Museo de la Minería.

El Pozo Norte fue una explotación minera de carácter subterráneo situada en el municipio español de Puertollano, en la provincia de Ciudad Real. Perteneciente a la cuenca carbonífera de Puertollano, las instalaciones estuvieron en servicio entre 1927 y 1973, siendo una de las explotaciones más importantes de la zona.

## Historia
Las instalaciones fueron puestas en marcha por la Sociedad Minera y Metalúrgica de Peñarroya (SMMP), iniciando su construcción en 1927 para sustituir en sus funciones al Pozo La Cruz —el cual había sido hasta entonces la principal explotación minera de la zona—. Las instalaciones se componían de un castillete tipo «Eiffel» de 30 metros de altura, de unos talleres de carpintería, fraguas y de una playa de vías para la clasificación de vagonetas y vagones-tolvas del ferrocarril. Durante buena parte de su existencia fue la explotación minera más importante y moderna de toda la cuenca carbonífera. El Pozo Norte se mantuvo en servicio hasta su cierre en 1973. Tras su clausura la mayor parte de las instalaciones del complejo minero fueron desmanteladas, con excepción del castillete y algunas vagonetas, donados al ayuntamiento de Puertollano. Años más tarde estos se integraron como parte del Museo de la Minería de Puertollano. El resto del terreno se ha reconvertido en un parque y zona verde.